# Circonscription de Reid
Pour les articles homonymes, voir Reid.
La circonscription de Reid est une circonscription électorale australienne en Nouvelle-Galles du Sud. Elle est située dans le quartier ouest de Sydney sur la rive sud du Parramatta. Elle comprend les villes de Auburn, Burwood (pour partie), Drummoyne, Cabarita, Canada Bay, Chiswick, Concord, Concord West, Granville, Lidcombe, Berala, Guildford, Merrylands, Silverwater, Newington et Homebush Bay.
Elle a été créée en 1922 et porte le nom de George Reid, un homme politique qui fut premier ministre de Nouvelle-Galles du Sud et premier ministre d'Australie. Pour la première fois, l’élection de 2013 voit la victoire d'un candidat libéral.

## Représentants
| Nom             | Parti                         | Période de mandat |
| --------------- | ----------------------------- | ----------------- |
| Percy Coleman   | Travailliste                  | 1922–1931         |
| Joseph Gander   | Travailliste (NSW)            | 1931–1936         |
| Joseph Gander   | Travailliste                  | 1936–1940         |
| Joseph Gander   | Travailliste (Non communiste) | 1940–1940         |
| Charles Morgan  | Travailliste                  | 1940–1946         |
| Jack Lang       | Lang Labor                    | 1946–1949         |
| Charles Morgan  | Travailliste                  | 1949–1958         |
| Charles Morgan  | Indépendant                   | 1958–1958         |
| Tom Uren        | Travailliste                  | 1958–1990         |
| Laurie Ferguson | Travailliste                  | 1990–2010         |
| John Murphy     | Travailliste                  | 2010–2013         |
| Craig Laundy    | Libéral                       | 2013-2019         |
| Fiona Martin    | Libéral                       | 2019-2022         |
| Sally Sitou     | Travailliste                  | 2022–en cours     |